# フェルディナント・デッペ
フェルディナント・デッペ（Ferdinand Deppe、1794年 – 1861年）は、ドイツの博物学者、探検家、画家である。ドイツ博物館のために、動植物の標本を収集した。

## 略歴

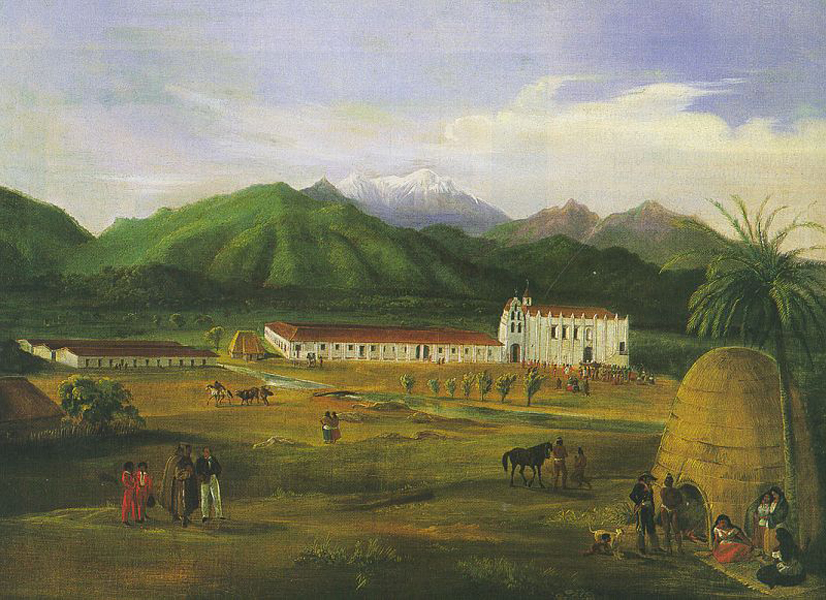
デッペの描いた南カリフォルニアのサン・ガブリエル修道院の絵

ベルリンに生まれた。兄弟にベルリンの動物学博物館で働いたヴィルヘルム・デッペがいる。1828年に探検家のアルベルト・フォン・ザック（Albert von Sack）が率いたメキシコの探検に、イギリスの博物学者、ウィリアム・ブロック（William Bullock）とともに、参加した。この探検で集められて多くの標本はドイツに送られ、ベルリン動物学博物館のリヒテンシュタイン（Martin Lichtenstein）らによって研究された。1828年から1830年の間にはクリスティアン・ユリウス・ヴィルヘルム・シーデとともにメキシコのベラクルス州を探検調査し、この時集められた標本は、ディーデリヒ・フランツ・レオンハルト・シュレヒテンダールが分類記載した。1836年にはカリフォルニアを、1837年にはハワイを探検調査した。ハワイではオアフ島で現在は絶滅したオーオー鳥（Moho apicalis）を採集した。
爬虫類の種、Abronia deppii、Aspidoscelis deppei、Pituophis deppei、Tantilla deppeiに名前が残されている。リス族の種、Sciurus deppeiや、英名でラッキー・クローバーと呼ばれる植物の種、Oxalis deppei（モンカタバミ、Oxalis tetraphyllaのシノニム）にも献名された。

## 著作
- Ferdinand Deppe: Verzeichniss der Topf- und Land-Rosen von Ferdinand Deppe auf Witzleben in Charlottenburg bei Berlin. E. Haenel, Berlin ca 1846-1854.
- Ferdinand Deppe: Verzeichniss einer auserlesenen Sammlung der neuesten und allerneuesten Georginen oder Dahlien von Ferdinand Deppe auf Witzleben in Charlottenburg bei Berlin. E. Haenel, Berlin ca 1846-1854.